# Groupe Rogers
Pour les articles homonymes, voir Rogers.
Fondé en 1899, Rogers est un acteur majeur du développement économique et social de Maurice avec plus de 4 800 employés. Fêtant ses 125 ans d’histoire en 2024, il compte une présence internationale dans 13 pays.
Ce groupe diversifié se structure en cinq segments : « Rogers Finance & Technology », « Rogers Logistics », « Rogers Malls », « Rogers Real Estate & Agribusiness » et « Rogers Hospitality & Travel ». Coté sur le marché officiel de la Bourse de Maurice (SEM) depuis 1990, Rogers figure également sur son indice de durabilité, le SEMSI (SEM Sustainability Index) depuis 2015.

Porté par sa promesse de marque « Meaningful Change », le groupe intègre la durabilité à sa stratégie, au bénéfice d’une croissance positive pour ses entreprises ainsi que pour les communautés et l’environnement dans lesquels il opère. Rogers est une filiale du groupe ENL.